# Andsjön (Ekeberga socken, Småland)
Andsjön är en sjö i Lessebo kommun i Småland och ingår i Ljungbyåns huvudavrinningsområde. Sjön har en area på 0,0678 kvadratkilometer och ligger 224,3 meter över havet. Sjön avvattnas av vattendraget Norra Flottbäcken.

## Delavrinningsområde
Andsjön ingår i det delavrinningsområde (630362-149129) som SMHI kallar för Mynnar i Ljungbyån. Medelhöjden är 209 meter över havet och ytan är 61,5 kvadratkilometer. Det finns inga avrinningsområden uppströms utan avrinningsområdet är högsta punkten. Norra Flottbäcken som avvattnar avrinningsområdet har biflödesordning 2, vilket innebär att vattnet flödar genom totalt 2 vattendrag innan det når havet efter 57 kilometer. Avrinningsområdet består mestadels av skog (80 procent). Avrinningsområdet har 1,18 kvadratkilometer vattenytor vilket ger det en sjöprocent på 1,9 procent.